# اشک‌هایم کمانه می‌کند
اشک‌هایم کمانه می‌کند (انگلیسی: My Tears Ricochet) ترانه‌ای از تیلور سوئیفت، خواننده-ترانه‌سرای آمریکایی است. این پنجمین قطعه در هشتمین آلبوم استودیویی سوئیفت به نام فولکلور (۲۰۲۰) است، که در ۲۴ ژوئیه ۲۰۲۰ از طریق ریپابلیک رکوردز منتشر شد. این تنها قطعهٔ آلبوم است که سوئیفت به تنهایی آن را نوشته و هیچ فرد دیگری در سرایش آن همکاری نداشته‌است. این قطعه را سوئیفت و همکار مکررش جک آنتونوف تهیه کرده‌اند.
این ترانه شامل آوازهای پس‌زمینه لایه‌دار تهیه‌کننده‌اش جک آنتونوف است. از نظر اشعاری، «اشک‌هایم کمانه می‌کند» از دیدگاه یک زن مرده که در حال خاک‌سپاری جنازه‌اش است، روایت می‌شود. این ترانه در استرالیا، مالزی و سنگاپور در ۱۰ جایگاه برتر و در کانادا و ایالات متحده در ۲۰ جایگاه برتر جدول قرار گرفت.